# Víctor Alfonso Maldonado Moreleón
Víctor Alfonso Maldonado Moreleón (San Luis Potosí, 14 de octubre de 1936 -   Ciudad de México, 14 de febrero de 2014) fue un economista, escritor, diplomático, intelectual y político mexicano.Se distinguió por su interés por la cultura y el arte así como por su preocupación por el medio ambiente y los animales, lo cual lo llevó a escribir un libro sobre pandas y otro sobre ballenas, éste último manuscrito e ilustrado por él mismo.  En esta inquietud estuvo muy adelantado a las sensibilidades actuales. Fue licenciado en derecho y en economía, además de titularse como doctor en Economía con Honores por la Universidad Sorbona   en París. Escritor en El Nacional, La República, Pensamiento Político, Unomásuno y la Jornada. Ganó el Premio Plaza & Janés de Novela 1987 por "La Noche de San Bernabé". El Gobierno de Francia le otorgó la condecoración “Les Palmes Académiques” en grado de “Officier.”

## Trayectoria Política
Víctor Alfonso Maldonado fue diputado federal en las   L (1976-79)   y   LII (1982-85)   legislaturas representando, respectivamente, el Distrito III y el Distrito I de San Luis Potosí.  Amante de la naturaleza y los animales, redactó y promovió el primer Proyecto de Ley de Protección a la Animales para la Ciudad de México durante la L legislatura. También fue autor del primer Proyecto de Ley contra la Tortura en México. En la L legislatura, Maldonado participó en las comisiones de Hacienda, Presupuesto y Cuenta Pública y de Estudios Legislativos.
Maldonado impartió clases en la Escuela de Economía de la Universidad Nacional Autónoma de México y fue profesor invitado en universidades de Canadá y Francia.
Antes de ser diputado, Maldonado ocupó el cargo de Director de Documentación del Informe Presidencial en la entonces Secretaría de la Presidencia. Fue así mismo representante de Turismo de México en España y Portugal y Secretario técnico científico del Instituto Italo-Latinoamericano (IILA). ES autor de las cápsulas "Un minuto con el arte" y "Diálogos de inteligencia" producidas por Tv azteca .Maldonado fue un escritor polifacético, escribió sobre animales y naturaleza en obras como “¡Panda!" y “De ballenas y de hombres”, pero también escribió sobre geografía en “ Islas, silentes centinelas de los mares mexicanos”. (Segob) y sobre la experiencia humana, en "Las Tierras Ajenas", donde reseňa la experiencia de los exiliados espaňoles en México.
Maldonado fue hijo de Víctor Alfonso Maldonado Morato (San Luis Potosí, septiembre 19,1906; Brasil, † 1976), embajador de México en Bolivia, el Salvador, Suecia, Etiopía,Turquía, Honduras, Cuba, Bolivia y Brasil, en donde falleció siendo todavía embajador.

## Obras
- La Noche de San Bernabé. Plaza y Janés. 1987. ISBN 968-856-091-x "La Noche de San Bernabé es una voz de alerta ante la deshumanizacion de la magalópoli, vívido relato que nos hará pensar en el destino final de nuestra entraňable ciudad" Jurado del concurso Plaza y Janez.
- Las Tierras Ajenas, crónica de un exilio. Diana. 1992. ISBN 968-13-2311-4 [Finalista Premio Espejo de España de Editorial Planeta].
- "De ballenas y de hombres". Dirección General de Publicaciones del Consejo Nacional para la Cultura y las Artes (CNCA). 2011.
- ¡Panda! SEP/Juventud.1986. •	Islas, silentes centinelas de los mares mexicanos. Secretaría de Gobernación. 1994